# 卡瓦略神父鎮
卡瓦略神父鎮是巴西米纳斯吉拉斯州的一个市镇。总面积449.963平方公里，总人口5828人，人口密度13人/平方公里。